# Axelella
Axelella là một chi ốc biển, là động vật thân mềm chân bụng sống ở biển trong họ Cancellariidae.

## Các loài
Các loài thuộc chi Axelella bao gồm:
- Axelella brasiliensis Verhecken, 1991[2]
- Axelella campbelli (Shasky, 1961)[3]
- Axelella funiculata (Hinds, 1843)[4]
- Axelella kastoroae Verhecken, 1997[5]: đồng nghĩa của Nipponaphera kastoroae
- Axelella minima (Reeve, 1856)[6]: đồng nghĩa của Pseudobabylonella minima
- Axelella nodosivaricosa (Petush, 1979)[7]: đồng nghĩa của Nipponaphera nodosivaricosa
- Axelella scalatella (Guppy, 1873)[8]
- Axelella semipellucida (A. Adams & Reeve, 1850)[9]: đồng nghĩa của Nipponaphera semipellucida
- Axelella smithii (Dall, 1888)[10]
- Axelella suduirauti Verhecken, 1999[11]: đồng nghĩa của Nipponaphera suduirauti (Verhecken, 1999)